# Свят на хищници
„Свят на хищници“ е мексиканска теленовела на компания „Телевиса“. Теленовелата съдържа точно 120 серии. В главните роли – Габи Еспино, Сесар Евора, Едит Гонсалес, Елена Рохо и други. Сниман през 2006 г.

## Историята
„Свят на хищници“ е една история за двама братя – близнаци. Те са Демиан и Габриел (Сесар Евора). Като малки са изоставени в приюти за отглеждане и осиновяване. Когато осиновяват Габриел, той получава лукс и добра опека от страна на своите осиновители, а Демиан живее в пълна мизерия.
Един ден Демиан ще катастрофира и случайно ще научи за появата на своя брат – близнак Габриел. Когато той разбира, че Габриел живее в лукс, Демиан ще го намрази с цялото си сърце и ще се опита да му отмъсти.
Габриел се жени. От жена си той има син, наречен Рохелио и дъщеря Паулина. След раждането на неговата дъщеря, жена му умира. Той е принуден да се ожени повторно и избира лошата и коварна Джоселин (Едит Гонсалес), която има дъщеря Карен. От брака си с Джоселин, Габриел има син, Луисито.
Един инцидент ще провали любовта им. Джоселин помята, а Луисито остава на инвалидна количка. Оттогава Джоселин обвинява съпруга си Габриел за случилото се с Луисито.
За капак, Габриел трябва да живее с роднините си, Клементе и лошата му и безсърдечна жена Мириам (Елена Рохо).
Демиан се жени за Рехина, смирена и добра жена, но... бракът му се оказва фарс. Демиан разбира, че жена му Рехина е влюбена в Габриел и той се озлобява към нея. Наслаждавайки се да я обижда, Демиан се възползва от непорочната ѝ любов.
Той не пропуска да я обвинява, че синът им Хуан Кристобал (Себастиан Рули) е незаконен син на Габриел.
Случайно във Венеция, Хуан Кристобал и дъщерята на Габриел, Паулина се запознават. Те се влюбват и чувствата им са много силни, докато един ден Паулина намира снимка на Хуан Кристобал с Демиан и си мисли, че са братовчеди, но това впоследствие се оказва, че не е така. За да успеят да се обичат, без никой да им пречи, Хуан Кристобал и Паулина ще трябва да се изправят срещу Карен, дъщерята на Джоселин, която успява да ги манипулира.
Оказва се, че съпругът на Мириам, Клементе има незаконна дъщеря – Марианхела. Появата ѝ изненадва семейството на Габриел, особено Мириам. Тя се опитва да направи така, че Клементе да не успее да припознае дъщеря си и убеждава Марианхела да остане, но като гувернантка на синът на Габриел, Луисито. Леонардо, синът на икономката на семействот на Габриел, Канделария, е решен да спечели любовта на Марианхела, но безполезно. Появата ѝ ще промени живота на цялото семейство на Габриел, но най-вече...сърцето му.
Габриел се влюбва в Марианхела и решава да зареже Джоселин.
Не само заради появата на Марианхела ще цари мир в семейството и живота на Демиан. Долорес (Асела Робинсон), която е сестра на първия съпруг на лошата Джоселин, е пусната на свобода след като е била арестувана за убийството на своя брат. Лежала дълги години зад решетките за нещо, което не е направила, Долорес решава да стане монахиня. Зад расото си, тя крие шокираща тайна от своето минало, което ще се възвърне, за да поиска справедливост и... отмъщение.
И трите „хищника“ са Джоселин, Карен и Мириам.

## Участват
- Сесар Евора – Демиан – главен герой, съпруг на Рехина, баща на Хуан Кристобал и Тиберио, злодей/Габриел – главен герой, съпруг на Джоселин, баща на Рохелио и Луисито. Осиновител на Паулина.
- Габи Еспино – Марианхела, главна героиня, незаконна дъщеря на Клементе
- Едит Гонсалес – Джоселин – съпруга на Габриел, убила Федерико, Дидиер, Койотът и Клементе, главната злодейка, „хищник №1“
- Елена Рохо – Мириам – съпруга на Клементе, майка на Джоселин и Леонардо, злодейка, „хищник №2“
- Ернесто Лагуардия – Леонардо, син на Мириам, приютен от Канделария, влюбен в Марианхела
- Себастиан Рули – Хуан Кристобал, син на Демиан, влюбен в Паулина
- Сара Малдонадо – Паулина, осиновена дъщеря на Габриел, влюбена в Хуан Кристобал
- Мишел Виет – Карен, дъщеря на Джоселин, влюбена в Хуан Кристобал, злодейка, „хищник №3“
- Асела Робинсон – Долорес, монахиня, лежала дълги години в затвор, сестра на Едгар
- Лаура Флорес – Рехина, съпруга на Демиан и майка на Хуан Кристобал
- Кармен Салинас – Канделария, приемната майка на Леонардо, стара жена
- Раул Себастиан – Луисито, син на Джоселин и Габриел, останал на инвалидна количка
- Клаудио Баес – Федерико, съпруг на Отилия, Джоселин го убива
- Хуан Пелаес – Клементе, съпруг на Мириам, баща на Марианхела, Джоселин го убива
- Алехандро Руис – Силвестре
- Паула Тревиньо – Диана, съпруга на Рохелио
- Пати Диас – Белен, ходи с Тиберио
- Рене Касадос – Николас
- Рейналдо Росано – Кортито
- Елизабет Агилар – Чела
- Шейла – Майея
- Родриго Мехия – Рохелио, син на Габриел, съпруг на Диана
- Мануел Медина – Педро
- Лупита Лара – Симона
- Отилио Бичир – Тиберио, син на Демиан, злодей
- Маргарита Исабел – Отилия, съпруга на Федерико, собственичка на модна къща
- Дулсе – Аурора
- Силвия Манрикес – Ингрид
- Хавиер Руан – отец Доминго
- Росио Валенти – Виолета
- Хулио Вега – Марио
- Рене Стриклер – Едгар, брат на Долорес, мъртъв
- Ерик дел Кастийо – Херман